# Zoetrop

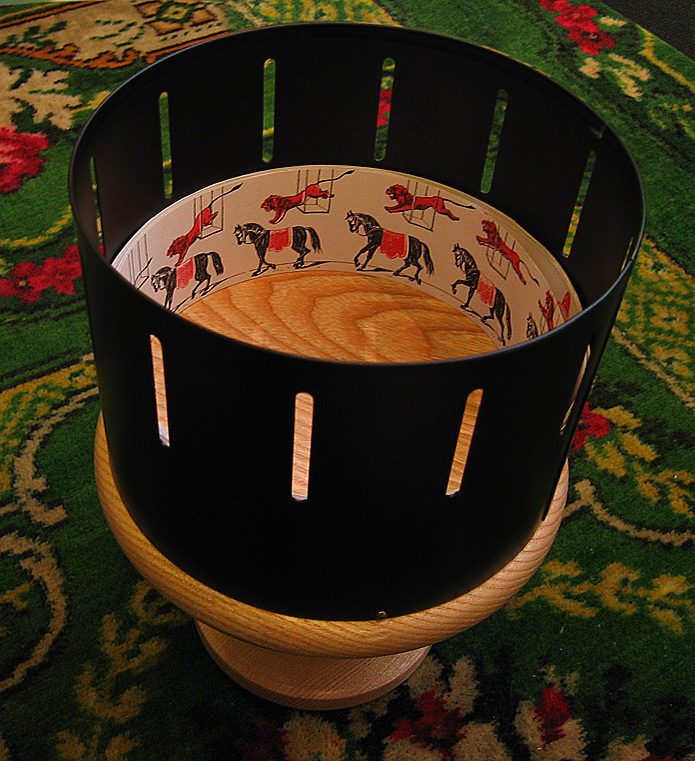
Nachbau eines viktorianischen Zoetrops

Das Zoetrop oder Zootrop (im Volksmund auch Wundertrommel) ist ein einfaches optisches Gerät, das auf mechanischem Wege bewegte Bilder erzeugt. Es gehört zu den Vorläufern der Kinematographie. Der Name Zoetrop setzt sich aus den griechischen Wörtern ζωή zoe, „Leben“, und τρόπος tropos, „drehen“, als Übersetzung von „Rad des Lebens“ zusammen. Der Begriff wurde vom Erfinder William Ensign Lincoln geprägt.

## Funktionsweise

Animation

Das Zoetrop besteht aus einer dunklen, oben offenen drehbaren Trommel, an deren Rand sich in regelmäßigen Abständen enge Schlitze befinden. An der Innenwand der Trommel liegt ein Papierstreifen mit gezeichneten Bewegungsphasen oder Fotografie-Reihen mit ebenso vielen Bildern wie die Trommel Schlitze hat. Die Trommel wird in Drehung versetzt und der Betrachter blickt durch die vorbeiziehenden Schlitze auf den Papierstreifen. Wie beim Daumenkino wird die stroboskopische Bewegung ausgenutzt, um die Illusion eines kontinuierlichen Bewegungsablaufs zu erzeugen. Diese beruht auf der Trägheit des menschlichen Sehens, wodurch die vom Auge in schneller Folge (mehr als 15 pro Sekunde) aufgenommenen Bilder nicht mehr einzeln aufgelöst und als kontinuierliche Bewegung wahrgenommen werden. Die Funktionsweise entspricht dem Prinzip des Filmprojektors.

## Geschichte
Das Zoetrop wurde 1834 von William George Horner (1786–1837), einem englischen Mathematiker, unter dem Namen Daedaleum oder Daedatelum erfunden. Der Name nimmt Bezug auf die festgehaltenen Bewegungsphasen, die der Baumeister und Bildhauer Daidalos in der griechischen Mythologie als Skulpturen geschaffen haben soll. In den 1860er Jahren fand die Erfindung – zuerst in den Vereinigten Staaten – unter dem Namen Zoetrop oder Wheel of life Verbreitung, darunter als viel benutztes Spielzeug. Es folgten Weiterentwicklungen wie das Praxinoskop.
Bis heute ist das Zoetrop vor allem als Kinderspielzeug bekannt, nicht zuletzt, weil sich einfache Ausführungen mit geringem Aufwand als Bastelarbeit herstellen lassen. Doch auch in den historischen Sammlungen von Filmmuseen hat das Zoetrop seinen festen Platz, da es die grundlegende Funktionsweise des Films auf einfache Art darstellt.

## Zeittafel
- ab 1600: Daumenkino – Abblätterbuch mit Einzelbildern
- ab 1671: Laterna magica – Zauberlaterne: frühes Gerät zur Bildprojektion
- ab 1825: Thaumatrop – Wunderscheibe mit zwei Fäden
- ab 1830: Phenakistiskop – Phantaskop, Wunderrad oder Lebensrad
- ab 1832: Stroboskop – Zauberscheiben: Blitzgerät
- ab 1834: Zoetrop – Wundertrommel mit Schlitzen
- ab 1861: Mutoskop – Stereoanimationsblätterer per Stroboskop
- ab 1877: Praxinoskop – Elektrischer Schnellseher mittels Spiegelanordnung
- ab 1879: Zoopraxiskop – Projektionsgerät für chronofotografisch erzeugte Reihenbilder
- ab 1880: Kaiserpanorama – populäres Massenmedium mit stereoskopischen Bilderserien
- ab 1886: Elektrotachyscop – Projektionsgerät für Reihenbilder
- ab 1891: Kinetoskop – erster Filmbetrachter